# Laurențiu-Fabian Birău
Laurențiu-Fabian Birău est un joueur roumain de volley-ball né le 10 juin 1981. Il mesure 2,00 m et joue central.

## Clubs
| Club                | Pays     | De        | À         |
| ------------------- | -------- | --------- | --------- |
| Petrom Ploiești     | Roumanie |           | 2004-2005 |
| Avignon Volley-Ball | France   | 2005-2006 | 2007-2008 |
| Nice Volley-Ball    | France   | 2008-2009 | …         |

## Palmarès
Néant.